# Adriaansstadion
Het Adriaansstadion is het stedelijk voetbal- en atletiekstadion van Geraardsbergen. Het is gelegen ten noorden van het stadscentrum aan de Zonnebloemstraat en is vernoemd naar de nabijgelegen Sint-Adriaansabdij. Het dient als thuisbasis voor verschillende Geraardsbergse sportclubs waaronder VK Jong Geraardsbergen, FC Nederboelare en Atletiekclub Geraardsbergen. Sinds de renovatie in 2014-2015 heeft de overdekte tribune plaats voor ongeveer 500 mensen.

## Accommodaties
- Natuurgras voetbalveld
- Kunststof atletiekbaan met 4 banen en 6 sprintbanen. Op het binnenplein zijn ook nog een verspring-, hoogspring-, discus- en kogelstand.
- Overdekte zittribune met ongeveer 500 plaatsen. Langs beide kanten van deze tribune zijn er ook nog zitheuvels.
- Kantinegebouw met een cafetaria en 4 kleedkamers.